# Freie-Partie-Europameisterschaft 1994

Logo CEB (ausrichtender Verband)

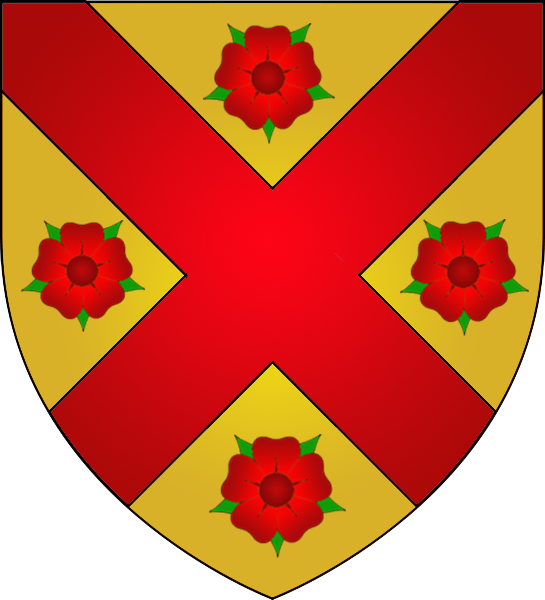
Veranstaltungsort: Bad Mondorf

Die Freie-Partie-Europameisterschaft - 1994 war das 25. Turnier in dieser Disziplin des Karambolagebillards und fand vom 27. April bis zum 1. Mai 1994 in Bad Mondorf statt. Es war die erste Freie-Partie-Europameisterschaft in Luxemburg.

## Geschichte
Ungeschlagen wurde der Essener Martin Horn hochverdient erstmals Europameister in der Freien Partie. Er ist nach seinem Lehrmeister Klaus Hose erst der zweite Deutsche der sich diesen Titel sichern konnte. Wieder sorgte mit Fabrice Puigvert ein Franzose für eine Überraschung. Er gewann die Silbermedaille. Bei seiner Heimmeisterschaft reichte es für Fonsy Grethen "nur" zu Platz drei. Im kleinen Finale besiegte er den Münchener Wolfgang Zenkner mit 2:1 Sätzen.

## Modus
Gespielt wurde eine Vorqualifikation in 10 Gruppen à drei bzw. zwei Spielern und eine Hauptqualifikation mit acht Gruppen à drei Spieler. Die Satzdistanz waren 100 Punkte bei zwei Gewinnsätzen. Hierbei wurden acht Spieler ermittelt, die auf die acht gesetzten Spieler trafen. Danach wurde im Doppel-KO System weiter gespielt in einer Sieger- und einer Trostrunde, wobei die Spieler für das Finale und das Spiel um Platz drei ermittelt wurden. Es ging auf zwei Gewinnsätze à 150 Punkte. Nachstoß gab es nicht, außer bei einer Partie in einer Aufnahme. Für einen Sieg wurden zwei Satzpunkte vergeben und einer für ein Unentschieden. Bei Satzpunktgleichstand wurde ein Entscheidungssatz (ES) gespielt. Beendete der erste Spieler diesen Satz in einer Aufnahme gab es keinen Nachstoß.
1. MP = Matchpunkte
2. SP = Satzpunkte
3. GD = Generaldurchschnitt
4. HS = Höchstserie

## Qualifikation

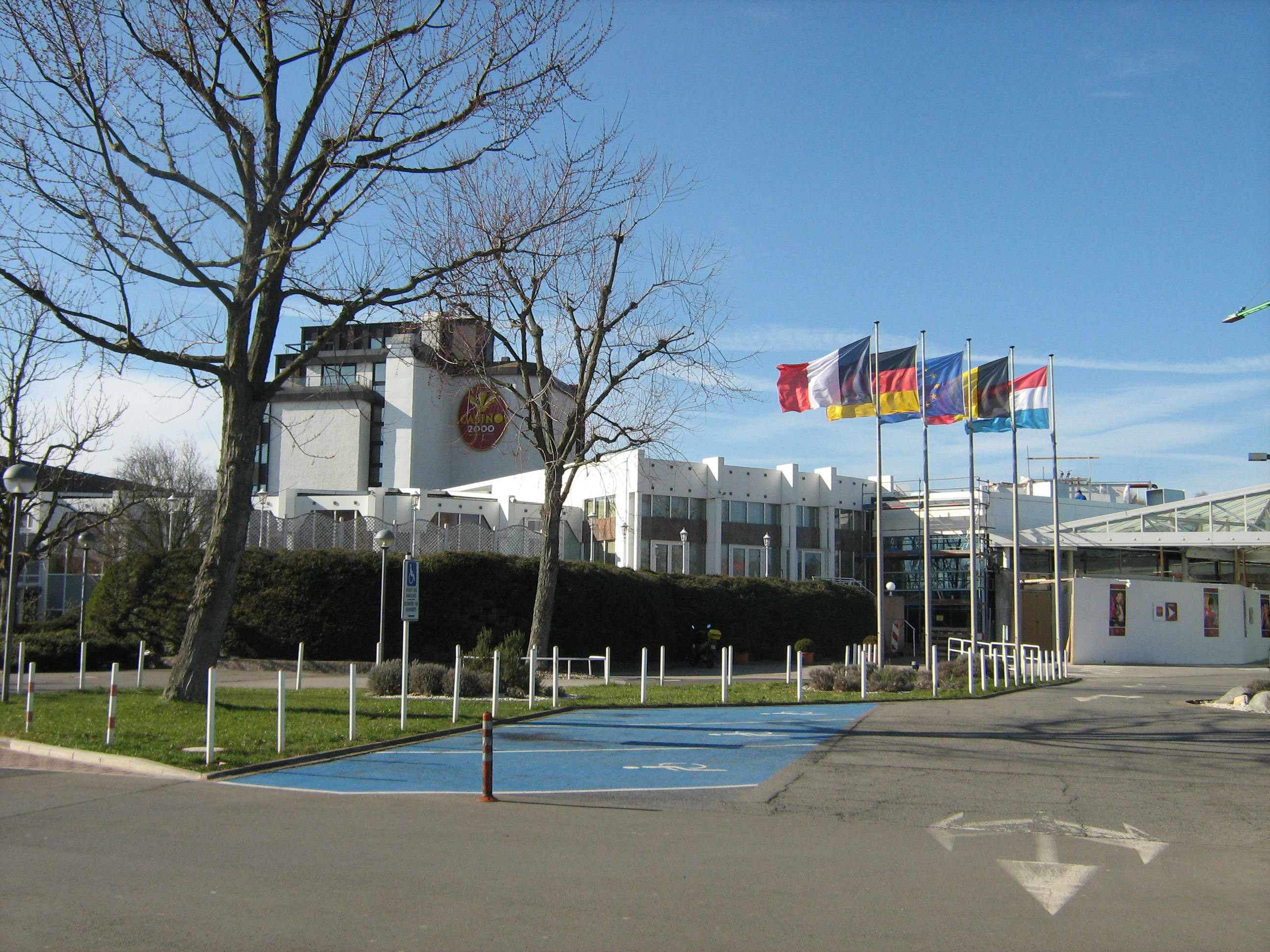
Casino 2000 in Bad Mondorf

### Vor-Qualifikation
| Abschlusstabelle Gruppe A | Abschlusstabelle Gruppe A | Abschlusstabelle Gruppe A | Abschlusstabelle Gruppe A | Abschlusstabelle Gruppe A | Abschlusstabelle Gruppe A | Abschlusstabelle Gruppe A | Abschlusstabelle Gruppe A | Abschlusstabelle Gruppe A | Abschlusstabelle Gruppe A |
| Platz                     | Name                      | MP                        | SP                        | Pkte                      | Aufn.                     | GD                        | BED                       | HS                        |                           |
| ------------------------- | ------------------------- | ------------------------- | ------------------------- | ------------------------- | ------------------------- | ------------------------- | ------------------------- | ------------------------- | ------------------------- |
| 1                         | Jean Arnaud               | 4:0                       | 8:0                       | 400                       | 6                         | 66,66                     | 100,00                    | 100                       |                           |
| 2                         | Achim Helfrich            | 2:2                       | 4:4                       | 203                       | 10                        | 20,30                     | 25,00                     | 100                       |                           |
| 3                         | Henrik Grøn               | 0:4                       | 0:8                       | 20                        | 10                        | 2,00                      | –                         | 16                        |                           |

| Abschlusstabelle Gruppe B | Abschlusstabelle Gruppe B | Abschlusstabelle Gruppe B | Abschlusstabelle Gruppe B | Abschlusstabelle Gruppe B | Abschlusstabelle Gruppe B | Abschlusstabelle Gruppe B | Abschlusstabelle Gruppe B | Abschlusstabelle Gruppe B | Abschlusstabelle Gruppe B |
| Platz                     | Name                      | MP                        | SP                        | Pkte                      | Aufn.                     | GD                        | BED                       | HS                        |                           |
| ------------------------- | ------------------------- | ------------------------- | ------------------------- | ------------------------- | ------------------------- | ------------------------- | ------------------------- | ------------------------- | ------------------------- |
| 1                         | Michael Mikkelsen         | 2:2                       | 6:4                       | 344                       | 13                        | 26,46                     | 66,66                     | 100                       |                           |
| 2                         | Franck Zahner             | 2:2                       | 4:6                       | 301                       | 12                        | 25,08                     | 21,50                     | 85                        |                           |

| Abschlusstabelle Gruppe C | Abschlusstabelle Gruppe C | Abschlusstabelle Gruppe C | Abschlusstabelle Gruppe C | Abschlusstabelle Gruppe C | Abschlusstabelle Gruppe C | Abschlusstabelle Gruppe C | Abschlusstabelle Gruppe C | Abschlusstabelle Gruppe C | Abschlusstabelle Gruppe C |
| Platz                     | Name                      | MP                        | SP                        | Pkte                      | Aufn.                     | GD                        | BED                       | HS                        |                           |
| ------------------------- | ------------------------- | ------------------------- | ------------------------- | ------------------------- | ------------------------- | ------------------------- | ------------------------- | ------------------------- | ------------------------- |
| 1                         | Franzel Simon             | 4:0                       | 8:0                       | 400                       | 15                        | 26,66                     | 33,33                     | 100                       |                           |
| 2                         | Johnny Beck               | 0:4                       | 0:8                       | 19                        | 13                        | 1,46                      | –                         | 11                        |                           |

| Abschlusstabelle Gruppe D | Abschlusstabelle Gruppe D | Abschlusstabelle Gruppe D | Abschlusstabelle Gruppe D | Abschlusstabelle Gruppe D | Abschlusstabelle Gruppe D | Abschlusstabelle Gruppe D | Abschlusstabelle Gruppe D | Abschlusstabelle Gruppe D | Abschlusstabelle Gruppe D |
| Platz                     | Name                      | MP                        | SP                        | Pkte                      | Aufn.                     | GD                        | BED                       | HS                        |                           |
| ------------------------- | ------------------------- | ------------------------- | ------------------------- | ------------------------- | ------------------------- | ------------------------- | ------------------------- | ------------------------- | ------------------------- |
| 1                         | Xavier Carrer             | 4:0                       | 8:0                       | 400                       | 18                        | 22,22                     | 50,00                     | 100                       |                           |
| 2                         | Udo Mielke                | 2:2                       | 4:4                       | 205                       | 10                        | 20,50                     | 28,57                     | 62                        |                           |
| 3                         | Carlos Marques            | 0:4                       | 0:8                       | 157                       | 19                        | 8,26                      | –                         | 51                        |                           |

| Abschlusstabelle Gruppe E | Abschlusstabelle Gruppe E | Abschlusstabelle Gruppe E | Abschlusstabelle Gruppe E | Abschlusstabelle Gruppe E | Abschlusstabelle Gruppe E | Abschlusstabelle Gruppe E | Abschlusstabelle Gruppe E | Abschlusstabelle Gruppe E | Abschlusstabelle Gruppe E |
| Platz                     | Name                      | MP                        | SP                        | Pkte                      | Aufn.                     | GD                        | BED                       | HS                        |                           |
| ------------------------- | ------------------------- | ------------------------- | ------------------------- | ------------------------- | ------------------------- | ------------------------- | ------------------------- | ------------------------- | ------------------------- |
| 1                         | Patrick Mousel            | 4:0                       | 8:0                       | 400                       | 35                        | 11,42                     | 12,50                     | 57                        |                           |
| 2                         | Dennis Olsen              | 0:4                       | 0:8                       | 182                       | 33                        | 5,51                      | –                         | 33                        |                           |

| Abschlusstabelle Gruppe F | Abschlusstabelle Gruppe F | Abschlusstabelle Gruppe F | Abschlusstabelle Gruppe F | Abschlusstabelle Gruppe F | Abschlusstabelle Gruppe F | Abschlusstabelle Gruppe F | Abschlusstabelle Gruppe F | Abschlusstabelle Gruppe F | Abschlusstabelle Gruppe F |
| Platz                     | Name                      | MP                        | SP                        | Pkte                      | Aufn.                     | GD                        | BED                       | HS                        |                           |
| ------------------------- | ------------------------- | ------------------------- | ------------------------- | ------------------------- | ------------------------- | ------------------------- | ------------------------- | ------------------------- | ------------------------- |
| 1                         | Thomas Nockemann          | 4:0                       | 9:3                       | 594                       | 15                        | 39,60                     | 65,66                     | 100                       |                           |
| 2                         | Fabrice Puigvert          | 2:2                       | 7:5                       | 401                       | 20                        | 20,05                     | 13,33                     | 100                       |                           |
| 3                         | Arnim Kahofer             | 0:4                       | 0:8                       | 193                       | 22                        | 8,77                      | –                         | 59                        |                           |

| Abschlusstabelle Gruppe G | Abschlusstabelle Gruppe G | Abschlusstabelle Gruppe G | Abschlusstabelle Gruppe G | Abschlusstabelle Gruppe G | Abschlusstabelle Gruppe G | Abschlusstabelle Gruppe G | Abschlusstabelle Gruppe G | Abschlusstabelle Gruppe G | Abschlusstabelle Gruppe G |
| Platz                     | Name                      | MP                        | SP                        | Pkte                      | Aufn.                     | GD                        | BED                       | HS                        |                           |
| ------------------------- | ------------------------- | ------------------------- | ------------------------- | ------------------------- | ------------------------- | ------------------------- | ------------------------- | ------------------------- | ------------------------- |
| 1                         | Xavier Gretillat          | 4:0                       | 8:2                       | 406                       | 17                        | 23,88                     | 25,75                     | 100                       |                           |
| 2                         | Henny de Heus             | 2:2                       | 6:4                       | 329                       | 20                        | 16,45                     | 16,66                     | 100                       |                           |
| 3                         | Alphonse Grethen          | 0:4                       | 0:8                       | 122                       | 19                        | 6,42                      | –                         | 29                        |                           |

| Abschlusstabelle Gruppe H | Abschlusstabelle Gruppe H | Abschlusstabelle Gruppe H | Abschlusstabelle Gruppe H | Abschlusstabelle Gruppe H | Abschlusstabelle Gruppe H | Abschlusstabelle Gruppe H | Abschlusstabelle Gruppe H | Abschlusstabelle Gruppe H | Abschlusstabelle Gruppe H |
| Platz                     | Name                      | MP                        | SP                        | Pkte                      | Aufn.                     | GD                        | BED                       | HS                        |                           |
| ------------------------- | ------------------------- | ------------------------- | ------------------------- | ------------------------- | ------------------------- | ------------------------- | ------------------------- | ------------------------- | ------------------------- |
| 1                         | Hans Klok                 | 4:0                       | 8:0                       | 400                       | 15                        | 26,66                     | 28,57                     | 100                       |                           |
| 2                         | Robert Steinbach          | 2:2                       | 4:4                       | 250                       | 23                        | 10,86                     | 12,50                     | 61                        |                           |
| 3                         | Ramon Hamm                | 0:4                       | 0:8                       | 100                       | 22                        | 4,54                      | –                         | 16                        |                           |

| Abschlusstabelle Gruppe I | Abschlusstabelle Gruppe I | Abschlusstabelle Gruppe I | Abschlusstabelle Gruppe I | Abschlusstabelle Gruppe I | Abschlusstabelle Gruppe I | Abschlusstabelle Gruppe I | Abschlusstabelle Gruppe I | Abschlusstabelle Gruppe I | Abschlusstabelle Gruppe I |
| Platz                     | Name                      | MP                        | SP                        | Pkte                      | Aufn.                     | GD                        | BED                       | HS                        |                           |
| ------------------------- | ------------------------- | ------------------------- | ------------------------- | ------------------------- | ------------------------- | ------------------------- | ------------------------- | ------------------------- | ------------------------- |
| 1                         | Patrick Andre             | 4:0                       | 8:2                       | 400                       | 15                        | 26,66                     | 33,33                     | 100                       |                           |
| 2                         | Frans van Hoey            | 2:2                       | 6:6                       | 399                       | 31                        | 12,87                     | 9,30                      | 100                       |                           |
| 3                         | Guy Wolff                 | 0:4                       | 2:8                       | 217                       | 33                        | 6,57                      | –                         | 49                        |                           |

### Haupt-Qualifikation
| Abschlusstabelle Gruppe A | Abschlusstabelle Gruppe A | Abschlusstabelle Gruppe A | Abschlusstabelle Gruppe A | Abschlusstabelle Gruppe A | Abschlusstabelle Gruppe A | Abschlusstabelle Gruppe A | Abschlusstabelle Gruppe A | Abschlusstabelle Gruppe A |
| Platz                     | Name                      | MP                        | SP                        | Pkt.                      | Aufn.                     | GD                        | BED                       | HS                        |
| ------------------------- | ------------------------- | ------------------------- | ------------------------- | ------------------------- | ------------------------- | ------------------------- | ------------------------- | ------------------------- |
| 1                         | Hans Klok                 | 2:2                       | 7:4                       | 441                       | 7                         | 63,00                     | 66,66                     | 100                       |
| 2                         | Patrick Andre             | 2:2                       | 6:7                       | 488                       | 8                         | 61,00                     | 60,00                     | 100                       |
| 3                         | Philippe Deraes           | 2:2                       | 4:6                       | 311                       | 6                         | 51,83                     | 50,00                     | 100                       |

| Abschlusstabelle Gruppe B | Abschlusstabelle Gruppe B | Abschlusstabelle Gruppe B | Abschlusstabelle Gruppe B | Abschlusstabelle Gruppe B | Abschlusstabelle Gruppe B | Abschlusstabelle Gruppe B | Abschlusstabelle Gruppe B | Abschlusstabelle Gruppe B |
| Platz                     | Name                      | MP                        | SP                        | Pkt.                      | Aufn.                     | GD                        | BED                       | HS                        |
| ------------------------- | ------------------------- | ------------------------- | ------------------------- | ------------------------- | ------------------------- | ------------------------- | ------------------------- | ------------------------- |
| 1                         | Raymond Knoors            | 4:0                       | 8:3                       | 503                       | 13                        | 38,69                     | 40,00                     | 100                       |
| 2                         | Patrick Mousel            | 2:2                       | 4:6                       | 234                       | 9                         | 26,00                     | 40,20                     | 100                       |
| 3                         | Robert Steinbach          | 0:4                       | 5:8                       | 383                       | 12                        | 31,91                     | –                         | 100                       |

| Abschlusstabelle Gruppe C | Abschlusstabelle Gruppe C | Abschlusstabelle Gruppe C | Abschlusstabelle Gruppe C | Abschlusstabelle Gruppe C | Abschlusstabelle Gruppe C | Abschlusstabelle Gruppe C | Abschlusstabelle Gruppe C | Abschlusstabelle Gruppe C |
| Platz                     | Name                      | MP                        | SP                        | Pkt.                      | Aufn.                     | GD                        | BED                       | HS                        |
| ------------------------- | ------------------------- | ------------------------- | ------------------------- | ------------------------- | ------------------------- | ------------------------- | ------------------------- | ------------------------- |
| 1                         | Fabrice Puigvert          | 4:0                       | 9:1                       | 500                       | 8                         | 62,50                     | 66,66                     | 100                       |
| 2                         | Michael Hikl              | 2:2                       | 4:6                       | 247                       | 8                         | 30,87                     | 40,40                     | 100                       |
| 3                         | Frans van Hoey            | 0:4                       | 3:9                       | 340                       | 8                         | 42,50                     | –                         | 100                       |

| Abschlusstabelle Gruppe D | Abschlusstabelle Gruppe D | Abschlusstabelle Gruppe D | Abschlusstabelle Gruppe D | Abschlusstabelle Gruppe D | Abschlusstabelle Gruppe D | Abschlusstabelle Gruppe D | Abschlusstabelle Gruppe D | Abschlusstabelle Gruppe D |
| Platz                     | Name                      | MP                        | SP                        | Pkt.                      | Aufn.                     | GD                        | BED                       | HS                        |
| ------------------------- | ------------------------- | ------------------------- | ------------------------- | ------------------------- | ------------------------- | ------------------------- | ------------------------- | ------------------------- |
| 1                         | Franck Zahner             | 4:0                       | 8:2                       | 443                       | 11                        | 40,27                     | 66,66                     | 100                       |
| 2                         | Rafael Garcia             | 2:2                       | 4:6                       | 238                       | 7                         | 34,00                     | 41,00                     | 100                       |
| 3                         | Thomas Nockemann          | 0:4                       | 4:8                       | 302                       | 11                        | 27,45                     | –                         | 95                        |

| Abschlusstabelle Gruppe E | Abschlusstabelle Gruppe E | Abschlusstabelle Gruppe E | Abschlusstabelle Gruppe E | Abschlusstabelle Gruppe E | Abschlusstabelle Gruppe E | Abschlusstabelle Gruppe E | Abschlusstabelle Gruppe E | Abschlusstabelle Gruppe E |
| Platz                     | Name                      | MP                        | SP                        | Pkt.                      | Aufn.                     | GD                        | BED                       | HS                        |
| ------------------------- | ------------------------- | ------------------------- | ------------------------- | ------------------------- | ------------------------- | ------------------------- | ------------------------- | ------------------------- |
| 1                         | Brahim Djoubri            | 4:0                       | 8:0                       | 400                       | 9                         | 44,44                     | 50,00                     | 100                       |
| 2                         | Xavier Gretillat          | 2:2                       | 4:6                       | 245                       | 10                        | 24,50                     | 33,66                     | 83                        |
| 3                         | Franzel Simon             | 0:4                       | 2:8                       | 234                       | 9                         | 26,00                     | –                         | 100                       |

| Abschlusstabelle Gruppe F | Abschlusstabelle Gruppe F | Abschlusstabelle Gruppe F | Abschlusstabelle Gruppe F | Abschlusstabelle Gruppe F | Abschlusstabelle Gruppe F | Abschlusstabelle Gruppe F | Abschlusstabelle Gruppe F | Abschlusstabelle Gruppe F |
| Platz                     | Name                      | MP                        | SP                        | Pkt.                      | Aufn.                     | GD                        | BED                       | HS                        |
| ------------------------- | ------------------------- | ------------------------- | ------------------------- | ------------------------- | ------------------------- | ------------------------- | ------------------------- | ------------------------- |
| 1                         | Xavier Carrer             | 4:0                       | 8:2                       | 404                       | 15                        | 26,93                     | 29,14                     | 100                       |
| 2                         | Robert Pragst             | 2:2                       | 4:4                       | 378                       | 18                        | 21,00                     | 18,18                     | 98                        |
| 3                         | Henny de Heus             | 0:4                       | 2:8                       | 290                       | 17                        | 17,05                     | –                         | 81                        |

| Abschlusstabelle Gruppe G | Abschlusstabelle Gruppe G | Abschlusstabelle Gruppe G | Abschlusstabelle Gruppe G | Abschlusstabelle Gruppe G | Abschlusstabelle Gruppe G | Abschlusstabelle Gruppe G | Abschlusstabelle Gruppe G | Abschlusstabelle Gruppe G |
| Platz                     | Name                      | MP                        | SP                        | Pkt.                      | Aufn.                     | GD                        | BED                       | HS                        |
| ------------------------- | ------------------------- | ------------------------- | ------------------------- | ------------------------- | ------------------------- | ------------------------- | ------------------------- | ------------------------- |
| 1                         | Achim Helfrich            | 2:2                       | 6:4                       | 350                       | 11                        | 31,81                     | 40,00                     | 96                        |
| 2                         | Louis Edelin              | 2:2                       | 6:6                       | 352                       | 9                         | 39,11                     | 41,40                     | 100                       |
| 3                         | Michael Mikkelsen         | 2:2                       | 4:6                       | 289                       | 10                        | 28,90                     | 36,00                     | 97                        |

| Abschlusstabelle Gruppe H | Abschlusstabelle Gruppe H | Abschlusstabelle Gruppe H | Abschlusstabelle Gruppe H | Abschlusstabelle Gruppe H | Abschlusstabelle Gruppe H | Abschlusstabelle Gruppe H | Abschlusstabelle Gruppe H | Abschlusstabelle Gruppe H |
| Platz                     | Name                      | MP                        | SP                        | Pkt.                      | Aufn.                     | GD                        | BED                       | HS                        |
| ------------------------- | ------------------------- | ------------------------- | ------------------------- | ------------------------- | ------------------------- | ------------------------- | ------------------------- | ------------------------- |
| 1                         | Carlos Tuset              | 4:0                       | 8:3                       | 527                       | 10                        | 52,70                     | 65,40                     | 100                       |
| 2                         | Jean Arnaud               | 2:2                       | 7:6                       | 410                       | 15                        | 27,33                     | 18,63                     | 100                       |
| 3                         | Udo Mielke                | 0:4                       | 2:8                       | 200                       | 14                        | 14,28                     | –                         | 100                       |

## Hauptturnier

### Siegerrunde
| Name             | MP  | SP  | 1. Satz | 2. Satz | 3. Satz | ES     | Pkte. | Aufn. | GD     | BSD    | HS  |
| ---------------- | --- | --- | ------- | ------- | ------- | ------ | ----- | ----- | ------ | ------ | --- |
| 1. Runde         |     |     |         |         |         |        |       |       |        |        |     |
| Raymond Knoors   | 0:2 | 3:4 | 150(1)  | 9(2)    | 150(1)  | 0(1)   | 309   | 5     | 61,80  | 150,00 | 150 |
| Marc Massé       | 2:0 | 4:3 | 19(1)   | 150(2)  | 150(1)  | 150(1) | 469   | 6     | 78,16  | 150,00 | 150 |
| Fonsy Grethen    | 2:0 | 5:1 | 150(4)  | 150(1)  | 150(2)  |        | 450   | 7     | 64,28  | 150,00 | 150 |
| Hans Klok        | 0:2 | 1:5 | 135(3)  | 150(1)  | 0(1)    |        | 285   | 5     | 57,00  | 150,00 | 150 |
| Martin Horn      | 2:0 | 5:1 | 150(1)  | 150(1)  | 150(1)  |        | 450   | 3     | 150,00 | 150,00 | 150 |
| Brahim Djoubri   | 0:2 | 1:5 | 26(1)   | 150(1)  | 66(1)   |        | 242   | 3     | 80,66  | 150,00 | 150 |
| Wolfgang Zenkner | 2:0 | 4:0 | 150(1)  | 150(1)  |         |        | 300   | 2     | 150,00 | 150,00 | 150 |
| Carlos Tuset     | 0:2 | 0:4 | 3(1)    | 13(1)   |         |        | 16    | 2     | 8,00   | –      | 13  |
| Stephan Horvath  | 2:0 | 4:0 | 150(3)  | 150(1)  |         |        | 300   | 4     | 75,00  | 150,00 | 150 |
| Xavier Carrer    | 0:2 | 0:4 | 96(2)   | 0(1)    |         |        | 96    | 3     | 32,00  | –      | 86  |
| Henri Tilleman   | 0:2 | 1:5 | 150(1)  | 139(2)  | 2(2)    |        | 291   | 5     | 58,20  | 150,00 | 150 |
| Fabrice Puigvert | 2:0 | 5:1 | 150(1)  | 150(3)  | 150(2)  |        | 450   | 6     | 75,00  | 150,00 | 150 |
| Peter de Backer  | 2:0 | 4:0 | 150(4)  | 150(1)  |         |        | 300   | 5     | 60,00  | 150,00 | 150 |
| Franck Zahner    | 0:2 | 0:4 | 28(3)   | 25(1)   |         |        | 53    | 4     | 13,25  | –      | 25  |
| Achim Helfrich   | 2:0 | 4:2 | 150(2)  | 58(1)   | 150(1)  |        | 358   | 4     | 89,50  | 150,00 | 150 |
| Fabian Blondeel  | 0:2 | 2:4 | 6(1)    | 150(1)  | 29(1)   |        | 185   | 3     | 61,66  | 150,00 | 150 |
| 2. Runde         |     |     |         |         |         |        |       |       |        |        |     |
| Marc Massé       | 0:2 | 3:4 | 150(1)  | 2(1)    | 150(1)  | 113(2) | 415   | 5     | 83,00  | 150,00 | 150 |
| Fonsy Grethen    | 2:0 | 4:3 | 150(1)  | 150(1)  | 0(1)    | 150(2) | 450   | 5     | 90,00  | 150,00 | 150 |
| Martin Horn      | 2:0 | 4:0 | 150(2)  | 150(1)  |         |        | 300   | 3     | 100,00 | 150,00 | 150 |
| Wolfgang Zenkner | 0:2 | 0:4 | 136(1)  | 97(1)   |         |        | 233   | 2     | 116,50 | –      | 136 |
| Stephan Horvath  | 0:2 | 2:4 | 110(2)  | 150(1)  | 150(1)  |        | 410   | 4     | 102,50 | 150,00 | 150 |
| Fabrice Puigvert | 2:0 | 4:2 | 150(2)  | 150(1)  | 150(1)  |        | 450   | 4     | 112,50 | 150,00 | 150 |
| Peter de Backer  | 2:0 | 4:0 | 150(1)  | 150(1)  |         |        | 300   | 2     | 150,00 | 150,00 | 150 |
| Achim Helfrich   | 0:2 | 0:4 | 0(1)    | 6(1)    |         |        | 6     | 2     | 3,00   | –      | 6   |
| Halbfinale       |     |     |         |         |         |        |       |       |        |        |     |
| Fonsy Grethen    | 0:2 | 0:4 | 0(1)    | 3(1)    |         |        | 3     | 2     | 1,50   |        | 3   |
| Martin Horn      | 2:0 | 4:0 | 150(2)  | 150(1)  |         |        | 300   | 3     | 100,60 | 150,00 | 150 |
| Fabrice Puigvert | 2:0 | 4:0 | 150(1)  | 150(1)  |         |        | 300   | 2     | 150,00 | 150,00 | 150 |
| Peter de Backer  | 0:2 | 0:4 | 1(1)    | 26(1)   |         |        | 27    | 2     | 13,50  | –      | 26  |
| Finale           |     |     |         |         |         |        |       |       |        |        |     |
| Martin Horn      | 2:0 | 4:0 | 150(2)  | 150(1)  |         |        | 300   | 3     | 100,00 | 150,00 | 150 |
| Fabrice Puigvert | 0:2 | 0:4 | 1(1)    | 35(1)   |         |        | 36    | 2     | 18,00  | –      | 35  |

| Name             | MP  | SP  | 1. Satz | 2. Satz | 3. Satz | ES     | Pkte. | Aufn. | GD     | BSD    | HS  |
| ---------------- | --- | --- | ------- | ------- | ------- | ------ | ----- | ----- | ------ | ------ | --- |
| 1. Runde         |     |     |         |         |         |        |       |       |        |        |     |
| Hans Klok        | 0:2 | 2:4 | 150(2)  | 0(1)    | 57(1)   |        | 207   | 4     | 51,75  | 75,00  | 139 |
| Raymond Knoors   | 2:0 | 4:2 | 49(1)   | 150(1)  | 150(1)  |        | 349   | 3     | 116,33 | 150,00 | 150 |
| Brahim Djoubri   | 2:0 | 4:2 | 150(2)  | 12(2)   | 150(3)  |        | 312   | 7     | 44,57  | 75,00  | 147 |
| Carlos Tuset     | 0:2 | 2:4 | 0(1)    | 150(3)  | 95(2)   |        | 245   | 6     | 40,83  | 50,00  | 104 |
| Henri Tilleman   | 2:0 | 4:0 | 150(2)  | 150(1)  |         |        | 300   | 3     | 100,00 | 150,00 | 150 |
| Xavier Carrer    | 0:2 | 0:4 | 14(1)   | 18(1)   |         |        | 32    | 2     | 16,00  | –      | 18  |
| Franck Zahner    | 0:2 | 2:4 | 2(1)    | 150(1)  | 150(1)  |        | 302   | 3     | 100,66 | 150,00 | 150 |
| Fabian Blondeel  | 2:0 | 4:2 | 150(1)  | 150(1)  | 150(1)  |        | 450   | 3     | 150,00 | 150,00 | 150 |
| 2. Runde         |     |     |         |         |         |        |       |       |        |        |     |
| Achim Helfrich   | 0:2 | 0:4 | 68(4)   | 2(1)    |         |        | 70    | 5     | 14,00  | –      | 48  |
| Raymond Knoors   | 2:0 | 4:0 | 150(4)  | 150(1)  |         |        | 300   | 5     | 60,00  | 150,00 | 150 |
| Stephan Horvath  | 2:0 | 5:1 | 150(1)  | 150(5)  | 150(4)  |        | 450   | 10    | 45,00  | 150,00 | 150 |
| Brahim Djoubri   | 0:2 | 1:5 | 150(1)  | 6(5)    | 52(3)   |        | 208   | 9     | 23,11  | 150,00 | 150 |
| Henri Tilleman   | 0:2 | 1:5 | 150(1)  | 10(3)   | 51(1)   |        | 211   | 5     | 42,20  | 150,00 | 150 |
| Wolfgang Zenkner | 2:0 | 5:1 | 150(1)  | 150(3)  | 150(1)  |        | 450   | 5     | 90,00  | 150,00 | 150 |
| Fabian Blondeel  | 2:0 | 4:0 | 150(1)  | 150(2)  |         |        | 300   | 3     | 100,00 | 150,00 | 150 |
| Marc Massé       | 0:2 | 0:4 | 19(1)   | 13(1)   |         |        | 32    | 2     | 16,00  |        | 19  |
| 3. Runde         |     |     |         |         |         |        |       |       |        |        |     |
| Stephan Horvath  | 2:0 | 4:2 | 88(1)   | 150(1)  | 150(3)  |        | 388   | 5     | 77,60  | 150,00 | 150 |
| Raymond Knoors   | 0:2 | 2:4 | 150(1)  | 0(1)    | 1(2)    |        | 151   | 4     | 37,75  | 150,00 | 150 |
| Wolfgang Zenkner | 2:0 | 4:3 | 150(1)  | 0(1)    | 150(2)  | 150(2) | 450   | 6     | 75,00  | 150,00 | 150 |
| Fabian Blondeel  | 0:2 | 3:4 | 150(1)  | 150(1)  | 0(1)    | 88(2)  | 388   | 5     | 77,60  | 150,00 | 150 |
| 4. Runde         |     |     |         |         |         |        |       |       |        |        |     |
| Fonsy Grethen    | 2:0 | 4:0 | 150(2)  | 150(3)  |         |        | 300   | 5     | 60,00  | 75,00  | 135 |
| Stephan Horvath  | 0:2 | 0:4 | 3(1)    | 53(3)   |         |        | 56    | 4     | 14,00  | –      | 22  |
| Peter de Backer  | 0:2 | 0:4 | 5(1)    | 2(1)    |         |        | 7     | 2     | 3,50   | –      | 5   |
| Wolfgang Zenkner | 2:0 | 4:0 | 150(1)  | 150(1)  |         |        | 300   | 2     | 150,00 | 150,00 | 150 |
| Spiel um Platz 3 |     |     |         |         |         |        |       |       |        |        |     |
| Wolfgang Zenkner | 0:2 | 2:4 | 150(1)  | 0(1)    | 150(1)  |        | 300   | 3     | 100,00 | 150,00 | 150 |
| Fonsy Grethen    | 2:0 | 4:2 | 150(1)  | 150(2)  | 150(1)  |        | 450   | 4     | 112,50 | 150,00 | 150 |

| Platz                                | Name             | Spiele | MP  | SP    | Pkte | Aufn. | GD     | BED    | BSD    | HS  |
| ------------------------------------ | ---------------- | ------ | --- | ----- | ---- | ----- | ------ | ------ | ------ | --- |
| 1                                    | Martin Horn      | 4      | 8:0 | 17:1  | 1350 | 12    | 112,50 | 150,00 | 150,00 | 150 |
| 2                                    | Fabrice Puigvert | 4      | 6:2 | 13:7  | 1237 | 14    | 88,35  | 150,00 | 150,00 | 150 |
| 3                                    | Fonsy Grethen    | 5      | 8:2 | 18:10 | 1353 | 18    | 75,16  | 112,50 | 150,00 | 150 |
| 4                                    | Wolfgang Zenkner | 6      | 8:4 | 20:12 | 2033 | 21    | 96,80  | 150,00 | 150,00 | 150 |
| 5                                    | Stephan Horvath  | 5      | 6:4 | 15:11 | 1586 | 27    | 58,74  | 77,60  | 150,00 | 150 |
| 6                                    | Peter de Backer  | 4      | 4:4 | 8:8   | 634  | 11    | 57,63  | 150,00 | 150,00 | 150 |
| 7                                    | Fabian Blondeel  | 4      | 4:4 | 13:11 | 1323 | 14    | 94,50  | 150,00 | 150,00 | 150 |
| 8                                    | Raymond Knoors   | 4      | 4:4 | 13:11 | 1109 | 17    | 65,23  | 116,33 | 150,00 | 150 |
| 9                                    | Marc Massé       | 3      | 2:4 | 8:12  | 916  | 13    | 70,46  | 78,16  | 150,00 | 150 |
| 10                                   | Henri Tilleman   | 3      | 2:4 | 6:10  | 802  | 13    | 61,69  | 100,00 | 150,00 | 150 |
| 11                                   | Brahim Djoubri   | 3      | 2:4 | 6:12  | 762  | 19    | 40,10  | 44,57  | 150,00 | 150 |
| 12                                   | Achim Helfrich   | 3      | 2:4 | 4:10  | 434  | 11    | 39,45  | 89,50  | 150,00 | 150 |
| 13                                   | Hans Klok        | 2      | 0:4 | 3:9   | 492  | 9     | 54,66  | –      | 150,00 | 150 |
| 14                                   | Franck Zahner    | 2      | 0:4 | 2:8   | 355  | 7     | 50,71  | –      | 150,00 | 150 |
| 15                                   | Carlos Tuset     | 2      | 0:4 | 2:8   | 261  | 8     | 32,62  | –      | 50,00  | 104 |
| 16                                   | Xavier Carrer    | 2      | 0:4 | 0:8   | 128  | 5     | 25,60  | –      | –      | 86  |
| Turnierdurchschnitt: Endrunde: 67,29 |                  |        |     |       |      |       |        |        |        |     |